# Antwerpen 1
Antwerpen 1 was een regionaal commercieel radiostation dat uitzond in de provincie Antwerpen. Antwerpen 1 was sinds 2004 in de gehele provincie Antwerpen te beluisteren.
Tot 2006 waren op Antwerpen 1 gesproken programma's te horen met aandacht voor de regio maar omwille van besparingen werden die gestopt. Ook de nieuwsuitzendingen werden gestaakt zodat er tot 20 maart 2008 alleen nog muziek te horen was op de regionale radio van de provincie Antwerpen.
Sinds 20 maart 2008 is op de frequenties van Antwerpen 1 het derde landelijke radiostation van Vlaanderen te horen: Nostalgie. Ook de frequenties van 3 andere regionale omroepen werken nu onder dezelfde vlag: Radio Mango in West-Vlaanderen, Radio GO FM in Oost-Vlaanderen en Contact Vlaams-Brabant in Vlaams-Brabant.

## Voormalige dj's Antwerpen 1
- Sophie Dewaele
- Sandra Deakin
- Kristin Moers
- Michel De Wilde
- Grim Vermeiren